# Funilândia
Funilândia là một đô thị thuộc bang Minas Gerais, Brasil. Đô thị này có diện tích 201,656 km², dân số năm 2007 là 3639 người, mật độ 18,7 người/km².